# V-리그 2010-11
NH농협 2010~2011 V-리그는 대한민국의 프로배구 V-리그의 일곱 번째 시즌이다. 2010년 12월 4일 대전 충무체육관에서 대전 삼성화재 블루팡스와 천안 현대캐피탈 스카이워커스와의 경기를 시작으로 2011년 4월 9일 남자부 대전 삼성화재 블루팡스, 여자부 수원 현대건설 힐스테이트 우승팀을 결정지으면서 막을 내렸다. 본래는 2007-2008 시즌부터 3년간 농협과 계약을 맺었으나 이 시즌 다시 농협과 1년간 타이틀 스폰서 계약을 맺었다.

## 대회 개요
- 대회명 : NH농협 2010~2011 V-리그
- 대회기간 :
- 경기수
  - 남자부 5라운드, 여자부 6라운드 홈 앤드 어웨이
    - 정규리그 : 남자부 팀당 30경기, 여자부 팀당 24경기
    - 준플레이오프 : 남자 3전 2선승제
    - 플레이오프 : 남녀 각 5전 3선승제
    - 챔피언결정전 : 남녀 각 7전 4선승제

### 참가 구단
| 프로팀 - 구미 LIG손해보험 그레이터스 - 대전 삼성화재 블루팡스 - 서울 우리캐피탈 드림식스 - 인천 대한항공 점보스 - 천안 현대캐피탈 스카이워커스 - 수원 KEPCO 45 초청팀 - 상무신협 | 프로팀 - 성남 한국도로공사 하이패스 제니스 - 대전 한국인삼공사 프로배구단 - 서울 GS칼텍스 - 수원 현대건설 힐스테이트 - 인천 흥국생명 핑크스파이더스 |

## 대회 특징

### 남자부 FA 도입 실시
- 이 시즌부터 남자부에도 FA 제도가 도입되었다. 이에 따라 FA 자격을 얻은 선수 중 천안 현대캐피탈 스카이워커스 소속이었던 박철우가 대전 삼성화재 블루팡스로 이적하였다. 이에 따라 현대캐피탈은 삼성화재로부터 박철우에 대한 보상 선수로 최태웅을 지명하였다.

### 여자부 신생팀 창단
- IBK기업은행이 여자 프로 배구단을 창단할 것을 발표함에 따라 기존 5개 팀이었던 여자 배구팀이 6개로 늘어난다. IBK기업은행은 2010-2011 시즌 신인 드래프트에서 중앙여자고등학교, 남성여자고등학교, 선명여자고등학교의 선수들을 우선 지명할 수 있다. 2라운드부터 시범 출전할 예정이었으나 팀의 사정으로 2011-2012 시즌부터 참가하게 된다.

### 명칭 변경
- 초청팀으로 참가한 상무는 전 시즌까지 신협상무라는 이름을 사용하였지만, 이 시즌부터 상무신협으로 명칭이 변경되었다.
- 대전 KT&G 아리엘즈는 모기업이 한국인삼공사로 바뀌면서 대전 한국인삼공사 프로배구단으로 바뀌었다.

### 연고지 변경
- 구미 한국도로공사 하이패스 제니스가 연고지를 성남으로 이전하게 되면서 성남 한국도로공사 하이패스 제니스로 변경하였다.
- 상무신협은 그 동안 연고지 없이 어웨이 경기만 치렀으나, 구미 한국도로공사 배구단의 연고지 이전으로 성남을 연고지로 할 수 있게 되었다.

### 이전 시즌과의 비교
- 공인구 교체

2005년 프로 출범때부터 2009-2010 시즌까지 사용되었던 기존 모델 스타 뉴챔피온 VB215-34이 스타 그랜드 챔피온 VB225-34로 교체된다. 새로운 공인구는 FIVB 공식 사용구 미카사 제품과 동일한 원단과 공법으로 제작되어 국제 경기력을 강화시킬 목적으로 도입되었다. 반발력이 워낙 뛰어나 배구계의 자블라니라는 평을 받았다.
- 남자부 라운드 축소

지난 시즌까지는 남자부 경기가 6라운드 36경기로 치러졌으나, 이 시즌부터 5라운드 30경기로 축소된다.
- 경기 방식

주 6회 경기를 갖게 된다. 이 중 1라운드에는 월요일이, 2라운드부터는 금요일이 이동일로서 이 때는 경기를 치르지 않는다.
- 여자부 외국인 선수의 3세트 출전 제한

여자부 경기는 3세트에 한하여 외국인 선수가 출전할 수 없게 된다.
- 포스트시즌 준플레이오프 도입

지난 시즌까지 남녀 모두 상위 3개 팀이 포스트시즌에 진출하였지만 이 시즌부터 남자부는 상위 4개 팀이 포스트시즌에 진출하며, 여자부는 전과 동일하다. 이에 따라 남자부는 3위 팀과 4위 팀이 3전 2선승제의 준플레이오프를 치르게 되며, 준플레이오프 승자는 2위 팀과 5전 3선승제의 플레이오프를 치르게 된다. 또 플레이오프 승자는 정규리그 우승팀과 7전 4선승제의 챔피언결정전을 치르게 된다.
- 여자부 자유계약 제도 도입 네 번째 시즌

자유계약 제도 네 번째 해에는 FA 최대어였던 흥국생명의 황연주가 수원 현대건설 힐스테이트로 이적하였고, 대전 KT&G 아리엘즈의 김사니가 흥국생명으로 이적하였다. 이에 따른 보상 선수로 수원 현대건설 힐스테이트에서 세터 한수지가 한국인삼공사로 이적하였다.
- 휴가 복귀

서울 GS칼텍스의 정대영이 1년간의 출산 휴가를 마치고 2010~2011 시즌에 다시 선수단에 합류한다.

## 신인 드래프트
신인 드래프트 지명 순서는 확률 추첨제로 정해진다.

### 남자부
| 구분     | 구분      | KEPCO45         | 우리캐피탈        | LIG손보           | 대한항공        | 현대캐피탈      | 삼성화재        |
| -------- | --------- | --------------- | ----------------- | ----------------- | --------------- | --------------- | --------------- |
| 1라운드  | 순위      | 1순위           | 2순위             | 3순위             | 4순위           | 5순위           | 6순위           |
| 1라운드  | 지명 선수 | 박준범 (한양대) | 박주형 (성균관대) | 정성민 (경기대)   | 곽승석 (경기대) | 이효동 (경희대) | 지태환 (한양대) |
| 2라운드  | 순위      | 6순위           | 5순위             | 4순위             | 3순위           | 2순위           | 1순위           |
| 2라운드  | 지명 선수 | 김천재 (한양대) | 김정환 (인하대)   | 유재민 (성균관대) | 백광언 (명지대) | 신동광 (한양대) | 이재목 (경희대) |
| 3라운드  | 순위      | 1순위           | 2순위             | 3순위             | 4순위           | 5순위           | 6순위           |
| 3라운드  | 지명 선수 | 지명권 포기     | 엄경섭 (경기대)   | 이승진 (한양대)   | 조성철 (인하대) | 이창한 (인하대) | 우승진 (경기대) |
| 4라운드  | 순위      | 6순위           | 5순위             | 4순위             | 3순위           | 2순위           | 1순위           |
| 4라운드  | 지명 선수 | 지명권 포기     | 지명권 포기       | 지명권 포기       | 지명권 포기     | 지명권 포기     | 지명권 포기     |
| 수련선수 | 순위      | 1순위           | 2순위             | 3순위             | 4순위           | 5순위           | 6순위           |
| 수련선수 | 지명 선수 | 엄완용 (경희대) | 민경환 (명지대)   | 김보균 (경기대)   | 임승재 (경희대) | 지명권 포기     | 이준원 (홍익대) |
| 수련선수 | 순위      | 12순위          | 11순위            | 10순위            | 9순위           | 8순위           | 7순위           |
| 수련선수 | 지명 선수 | 지명권 포기     | 지명권 포기       | 이승룡 (홍익대)   | 지명권 포기     | 지명권 포기     | 지명권 포기     |

남자 신인 드래프트는 2010년 9월 28일 서울 리베라호텔 몽블랑홀에서 개최되었다. 총 28명 중 23명이 선발되었는데, 신인 최대어인 박준범이 전체 1순위로 수원 KEPCO45의 지명을 받았다.

### 여자부
- IBK 기업은행 지명 선수

| 학교명               | 지명선수 | 지명선수 | 지명선수 | 지명선수 |
| -------------------- | -------- | -------- | -------- | -------- |
| 서울중앙여자고등학교 | 김희진   | 이나연   | 채선아   | 김민주   |
| 남성여자고등학교     | 박정아   | 안미선   | 김세련   |          |
| 선명여자고등학교     | 최은지   | 김지수   | 한나라   |          |

- 기존 구단 지명 선수

| 구분      | 구분      | 도로공사          | 흥국생명          | GS칼텍스          | 현대건설          | 한국인삼공사      |
| --------- | --------- | ----------------- | ----------------- | ----------------- | ----------------- | ----------------- |
| 1-2라운드 | 순위      | 1순위             | 2순위             | 3순위             | 4순위             | 5순위             |
| 1-2라운드 | 지명 선수 | 표승주 (한일전산) | 김유리 (경남여고) | 김언혜 (대구여고) | 김주하 (목포여상) | 차희선 (한일전산) |
| 3라운드   | 순위      | 5순위             | 4순위             | 3순위             | 2순위             | 1순위             |
| 3라운드   | 지명 선수 | 지명권 포기       | 박성희 (울산삼산) | 지명권 포기       | 지명권 포기       | 지명권 포기       |
| 4라운드   | 순위      | 1순위             | 2순위             | 3순위             | 4순위             | 5순위             |
| 4라운드   | 지명 선수 | 지명권 포기       | 지명권 포기       | 지명권 포기       | 지명권 포기       | 지명권 포기       |
| 수련선수  | 수련선수  | 지명권 포기       | 최지혜 (일신여상) | 이소희 (한일전산) | 지명권 포기       | 지명권 포기       |

여자부 신인드래프트는 2010년 11월 23일 리베라호텔 몽블랑홀에서 개최되었다. 신생팀 IBK기업은행은 최대어인 김희진, 박정아가 각각 소속되어 있는 중앙여자고등학교, 남성여자고등학교 및 선명여자고등학교의 우선 지명권을 선택하고 이들 학교 출신 선수를 지명하였다. 기존 5개 구단은 이외 나머지 학교의 선수들을 지명하였다. 총 21명 선수 중 18명이 지명되었다.

## 트레이드

### 시즌 전

#### 남자부
박철우: 천안 현대캐피탈 스카이워커스 → 대전 삼성화재 블루팡스 (FA 이적)
최태웅: 대전 삼성화재 블루팡스 → 천안 현대캐피탈 스카이워커스 (박철우 이적에 대한 보상 선수)
이형두: 대전 삼성화재 블루팡스 → 천안 현대캐피탈 스카이워커스
문성민: 터키 할크방크 → 수원 KEPCO 45 → 천안 현대캐피탈 스카이워커스
하경민: 천안 현대캐피탈 스카이워커스 → 수원 KEPCO 45
임시형: 천안 현대캐피탈 스카이워커스 → 수원 KEPCO 45
송병일: 천안 현대캐피탈 스카이워커스 → 서울 우리캐피탈 드림식스

#### 여자부
황연주: 인천 흥국생명 핑크스파이더스 → 수원 현대건설 힐스테이트 (FA 이적)
김사니: 대전 KT&G 아리엘즈 → 인천 흥국생명 핑크스파이더스 (FA 이적)
한수지: 수원 현대건설 힐스테이트 → 대전 KT&G 아리엘즈 (황연주, 김사니 이적에 대한 보상 선수)

## 대회 결과

### 정규리그

#### 남자부

##### 순위
| 순위 | 팀          | 승 | 패 | 승률  | 점수득실률 | 세트득실률 | 비고 |
| ---- | ----------- | -- | -- | ----- | ---------- | ---------- | ---- |
| 1    | 대한항공    | 25 | 5  | 0.833 | 1.149      | 3.038      |      |
| 2    | 현대캐피탈  | 22 | 8  | 0.733 | 1.078      | 1.816      |      |
| 3    | 삼성화재    | 16 | 14 | 0.533 | 1.023      | 1.118      |      |
| 4    | LIG손해보험 | 15 | 15 | 0.500 | 1.008      | 1.040      |      |
| 5    | KEPCO 45    | 10 | 20 | 0.333 | 0.965      | 0.627      |      |
| 6    | 우리캐피탈  | 10 | 20 | 0.333 | 0.959      | 0.719      |      |
| 7    | 상무신협    | 7  | 23 | 0.233 | 0.851      | 0.380      |      |

##### 결과
1라운드
| 날짜             | 홈 팀       | 득점  | 어웨이 팀   | 장소               |
| ---------------- | ----------- | ----- | ----------- | ------------------ |
| 2010년 12월 4일  | 삼성화재    | 3 - 1 | 현대캐피탈  | 대전충무체육관     |
| 2010년 12월 5일  | 대한항공    | 3 - 1 | LIG손해보험 | 인천도원시립체육관 |
| 2010년 12월 5일  | 우리캐피탈  | 3 - 0 | KEPCO 45    | 인천도원시립체육관 |
| 2010년 12월 7일  | 현대캐피탈  | 0 - 3 | 대한항공    | 천안유관순체육관   |
| 2010년 12월 8일  | LIG손해보험 | 0 - 3 | 우리캐피탈  | 구미박정희체육관   |
| 2010년 12월 9일  | 상무신협    | 3 - 2 | 삼성화재    | 성남실내체육관     |
| 2010년 12월 11일 | LIG손해보험 | 3 - 0 | 삼성화재    | 구미박정희체육관   |
| 2010년 12월 12일 | KEPCO 45    | 1 - 3 | 대한항공    | 수원실내체육관     |
| 2010년 12월 12일 | 현대캐피탈  | 3 - 2 | 우리캐피탈  | 천안유관순체육관   |
| 2010년 12월 14일 | 상무신협    | 1 - 3 | LIG손해보험 | 성남실내체육관     |
| 2010년 12월 15일 | 대한항공    | 3 - 0 | 우리캐피탈  | 인천도원시립체육관 |
| 2010년 12월 16일 | KEPCO 45    | 3 - 0 | 상무신협    | 수원실내체육관     |
| 2010년 12월 18일 | 대한항공    | 3 - 1 | 삼성화재    | 인천도원시립체육관 |
| 2010년 12월 19일 | KEPCO 45    | 0 - 3 | LIG손해보험 | 수원실내체육관     |
| 2010년 12월 19일 | 현대캐피탈  | 3 - 1 | 상무신협    | 천안유관순체육관   |
| 2010년 12월 21일 | 현대캐피탈  | 3 - 2 | KEPCO 45    | 천안유관순체육관   |
| 2010년 12월 22일 | 삼성화재    | 3 - 1 | 우리캐피탈  | 대전충무체육관     |
| 2010년 12월 23일 | 대한항공    | 3 - 0 | 상무신협    | 인천도원시립체육관 |
| 2010년 12월 25일 | 상무신협    | 1 - 3 | 우리캐피탈  | 성남실내체육관     |
| 2010년 12월 25일 | 삼성화재    | 0 - 3 | KEPCO 45    | 대전충무체육관     |
| 2010년 12월 26일 | LIG손해보험 | 0 - 3 | 현대캐피탈  | 구미박정희체육관   |

- 1라운드에서는 인천 대한항공 점보스가 전승을 기록하였고, 박준범을 드래프트를 통해 영입한 수원 KEPCO 45와 서울 우리캐피탈 드림식스가 선전하였다. 반면 디펜딩 챔피언 대전 삼성화재 블루팡스는 천안 현대캐피탈 스카이워커스와의 개막전을 승리한 이후, 상무신협, 구미 LIG손해보험 그레이터스, 인천 대한항공 점보스에게 내리 패하며 팀 창단후 첫 3연패의 수모를 당하였고 이후 수원 KEPCO 45에게도 영패를 당하며 하위권으로 주저앉았다. 지난 시즌 준우승팀 천안 현대캐피탈 스카이워커스는 문성민이 1라운드 전 경기 출장 정지를 당하여 생긴 공백으로 초반 2연패를 당했지만 이후 4연승을 기록하며 살아났다.

2라운드
| 날짜             | 홈 팀       | 득점  | 어웨이 팀   | 장소               |
| ---------------- | ----------- | ----- | ----------- | ------------------ |
| 2010년 12월 27일 | 상무신협    | 3 - 2 | KEPCO 45    | 성남실내체육관     |
| 2010년 12월 27일 | 대한항공    | 3 - 0 | 삼성화재    | 인천도원시립체육관 |
| 2010년 12월 28일 | 현대캐피탈  | 3 - 0 | 우리캐피탈  | 천안유관순체육관   |
| 2010년 12월 29일 | 상무신협    | 0 - 3 | LIG손해보험 | 성남실내체육관     |
| 2010년 12월 30일 | 현대캐피탈  | 3 - 0 | KEPCO 45    | 천안유관순체육관   |
| 2010년 12월 30일 | 대한항공    | 3 - 1 | 우리캐피탈  | 인천도원시립체육관 |
| 2011년 1월 1일   | 대한항공    | 0 - 3 | LIG손해보험 | 인천도원시립체육관 |
| 2011년 1월 2일   | 삼성화재    | 3 - 1 | 현대캐피탈  | 대전충무체육관     |
| 2011년 1월 2일   | 상무신협    | 3 - 2 | 우리캐피탈  | 성남실내체육관     |
| 2011년 1월 3일   | LIG손해보험 | 3 - 0 | KEPCO 45    | 구미박정희체육관   |
| 2011년 1월 4일   | 삼성화재    | 0 - 3 | 우리캐피탈  | 대전충무체육관     |
| 2011년 1월 4일   | 현대캐피탈  | 3 - 0 | 상무신협    | 천안유관순체육관   |
| 2011년 1월 5일   | 대한항공    | 3 - 0 | KEPCO 45    | 인천도원시립체육관 |
| 2011년 1월 6일   | LIG손해보험 | 1 - 3 | 현대캐피탈  | 구미박정희체육관   |
| 2011년 1월 6일   | 삼성화재    | 1 - 3 | 상무신협    | 대전충무체육관     |
| 2011년 1월 8일   | LIG손해보험 | 3 - 1 | 우리캐피탈  | 구미박정희체육관   |
| 2011년 1월 8일   | KEPCO 45    | 3 - 0 | 삼성화재    | 수원실내체육관     |
| 2011년 1월 9일   | 현대캐피탈  | 0 - 3 | 대한항공    | 천안유관순체육관   |
| 2011년 1월 10일  | 삼성화재    | 1 - 3 | LIG손해보험 | 대전충무체육관     |
| 2011년 1월 11일  | 상무신협    | 3 - 2 | 대한항공    | 성남실내체육관     |
| 2011년 1월 12일  | KEPCO 45    | 0 - 3 | 우리캐피탈  | 수원실내체육관     |

- 2라운드에서는 인천 대한항공 점보스이 구미 LIG손해보험 그레이터스에게 지면서 연승 행진이 멈춰섰고 이후 상무신협에게도 지는 이변이 일어났다. 디펜딩 챔피언 대전 삼성화재 블루팡스는 천안 현대캐피탈 스카이워커스를 제외한 모든 팀에게 지면서 최하위로 밀렸다.

3라운드
| 날짜            | 홈 팀       | 득점  | 어웨이 팀   | 장소               |
| --------------- | ----------- | ----- | ----------- | ------------------ |
| 2011년 1월 15일 | 현대캐피탈  | 0 - 3 | 삼성화재    | 천안유관순체육관   |
| 2011년 1월 15일 | LIG손해보험 | 1 - 3 | KEPCO 45    | 구미박정희체육관   |
| 2011년 1월 16일 | 우리캐피탈  | 3 - 2 | 대한항공    | 서울장충체육관     |
| 2011년 1월 17일 | 상무신협    | 0 - 3 | 현대캐피탈  | 성남실내체육관     |
| 2011년 1월 17일 | KEPCO 45    | 3 - 1 | 삼성화재    | 수원실내체육관     |
| 2011년 1월 18일 | LIG손해보험 | 0 - 3 | 대한항공    | 구미박정희체육관   |
| 2011년 1월 19일 | 상무신협    | 0 - 3 | KEPCO 45    | 성남실내체육관     |
| 2011년 1월 20일 | 삼성화재    | 3 - 0 | 대한항공    | 대전충무체육관     |
| 2011년 1월 20일 | 우리캐피탈  | 1 - 3 | 현대캐피탈  | 서울장충체육관     |
| 2011년 1월 22일 | KEPCO 45    | 0 - 3 | 우리캐피탈  | 수원실내체육관     |
| 2011년 1월 22일 | 삼성화재    | 3 - 2 | 상무신협    | 대전충무체육관     |
| 2011년 1월 23일 | 현대캐피탈  | 3 - 0 | LIG손해보험 | 천안유관순체육관   |
| 2011년 1월 24일 | KEPCO 45    | 0 - 3 | 대한항공    | 수원실내체육관     |
| 2011년 1월 25일 | 우리캐피탈  | 3 - 0 | 삼성화재    | 서울장충체육관     |
| 2011년 1월 25일 | LIG손해보험 | 3 - 0 | 상무신협    | 구미박정희체육관   |
| 2011년 1월 26일 | KEPCO 45    | 0 - 3 | 현대캐피탈  | 수원실내체육관     |
| 2011년 1월 27일 | 우리캐피탈  | 2 - 3 | LIG손해보험 | 서울장충체육관     |
| 2011년 1월 27일 | 상무신협    | 0 - 3 | 대한항공    | 성남실내체육관     |
| 2011년 1월 29일 | 삼성화재    | 3 - 0 | LIG손해보험 | 대전충무체육관     |
| 2011년 1월 29일 | 대한항공    | 3 - 0 | 현대캐피탈  | 인천도원시립체육관 |
| 2011년 1월 30일 | 우리캐피탈  | 1 - 3 | 상무신협    | 서울장충체육관     |

- 3라운드에서 대전 삼성화재 블루팡스가 살아나며 5위까지 올라섰다. 서울 우리캐피탈 드림식스는 인천 대한항공 점보스를 이기며 또 다시 이변을 일으켰다. 반면 구미 LIG손해보험 그레이터스는 주포 이경수와 김요한이 부상으로 이탈하면서 주춤하였다.

4라운드
| 날짜            | 홈 팀       | 득점  | 어웨이 팀   | 장소               |
| --------------- | ----------- | ----- | ----------- | ------------------ |
| 2011년 2월 9일  | 현대캐피탈  | 3 - 0 | LIG손해보험 | 천안유관순체육관   |
| 2011년 2월 9일  | KEPCO 45    | 2 - 3 | 대한항공    | 수원실내체육관     |
| 2011년 2월 10일 | 상무신협    | 0 - 3 | 삼성화재    | 성남실내체육관     |
| 2011년 2월 12일 | 우리캐피탈  | 2 - 3 | 대한항공    | 서울장충체육관     |
| 2011년 2월 12일 | 상무신협    | 0 - 3 | KEPCO 45    | 성남실내체육관     |
| 2011년 2월 13일 | 삼성화재    | 2 - 3 | 현대캐피탈  | 대전충무체육관     |
| 2011년 2월 14일 | 대한항공    | 3 - 1 | LIG손해보험 | 인천도원시립체육관 |
| 2011년 2월 14일 | 우리캐피탈  | 3 - 1 | 상무신협    | 서울장충체육관     |
| 2011년 2월 15일 | KEPCO 45    | 0 - 3 | 현대캐피탈  | 수원실내체육관     |
| 2011년 2월 16일 | 우리캐피탈  | 0 - 3 | 삼성화재    | 서울장충체육관     |
| 2011년 2월 17일 | KEPCO 45    | 3 - 2 | LIG손해보험 | 수원실내체육관     |
| 2011년 2월 17일 | 현대캐피탈  | 3 - 1 | 상무신협    | 천안유관순체육관   |
| 2011년 2월 19일 | 우리캐피탈  | 0 - 3 | LIG손해보험 | 서울장충체육관     |
| 2011년 2월 19일 | KEPCO 45    | 0 - 3 | 삼성화재    | 수원실내체육관     |
| 2011년 2월 20일 | 대한항공    | 3 - 0 | 현대캐피탈  | 인천도원시립체육관 |
| 2011년 2월 21일 | 삼성화재    | 3 - 1 | LIG손해보험 | 대전충무체육관     |
| 2011년 2월 21일 | 우리캐피탈  | 2 - 3 | KEPCO 45    | 서울장충체육관     |
| 2011년 2월 22일 | 대한항공    | 3 - 0 | 상무신협    | 인천도원시립체육관 |
| 2011년 2월 23일 | 우리캐피탈  | 1 - 3 | 현대캐피탈  | 서울장충체육관     |
| 2011년 2월 24일 | LIG손해보험 | 3 - 0 | 상무신협    | 구미박정희체육관   |
| 2011년 2월 24일 | 대한항공    | 3 - 0 | 삼성화재    | 인천도원시립체육관 |

5라운드
| 날짜            | 홈 팀       | 득점  | 어웨이 팀   | 장소               |
| --------------- | ----------- | ----- | ----------- | ------------------ |
| 2011년 2월 26일 | 상무신협    | 0 - 3 | 대한항공    | 성남실내체육관     |
| 2011년 2월 26일 | LIG손해보험 | 0 - 3 | 삼성화재    | 구미박정희체육관   |
| 2011년 2월 27일 | 우리캐피탈  | 0 - 3 | 현대캐피탈  | 서울장충체육관     |
| 2011년 2월 28일 | KEPCO 45    | 3 - 1 | 상무신협    | 수원실내체육관     |
| 2011년 3월 1일  | 현대캐피탈  | 1 - 3 | 삼성화재    | 천안유관순체육관   |
| 2011년 3월 1일  | 대한항공    | 3 - 0 | 우리캐피탈  | 인천도원시립체육관 |
| 2011년 3월 2일  | LIG손해보험 | 3 - 0 | KEPCO 45    | 구미박정희체육관   |
| 2011년 3월 3일  | 우리캐피탈  | 0 - 3 | 삼성화재    | 서울장충체육관     |
| 2011년 3월 3일  | 상무신협    | 1 - 3 | 현대캐피탈  | 성남실내체육관     |
| 2011년 3월 5일  | 현대캐피탈  | 3 - 2 | KEPCO 45    | 천안유관순체육관   |
| 2011년 3월 6일  | LIG손해보험 | 0 - 3 | 대한항공    | 구미박정희체육관   |
| 2011년 3월 6일  | 우리캐피탈  | 0 - 3 | 상무신협    | 서울장충체육관     |
| 2011년 3월 7일  | 삼성화재    | 3 - 2 | KEPCO 45    | 대전충무체육관     |
| 2011년 3월 8일  | 현대캐피탈  | 3 - 0 | 대한항공    | 천안유관순체육관   |
| 2011년 3월 8일  | LIG손해보험 | 3 - 0 | 우리캐피탈  | 구미박정희체육관   |
| 2011년 3월 9일  | 삼성화재    | 3 - 0 | 상무신협    | 대전충무체육관     |
| 2011년 3월 10일 | 대한항공    | 3 - 1 | KEPCO 45    | 인천도원시립체육관 |
| 2011년 3월 10일 | LIG손해보험 | 0 - 3 | 현대캐피탈  | 구미박정희체육관   |
| 2011년 3월 12일 | 상무신협    | 0 - 3 | LIG손해보험 | 성남실내체육관     |
| 2011년 3월 13일 | 삼성화재    | 1 - 3 | 대한항공    | 대전충무체육관     |
| 2011년 3월 13일 | KEPCO 45    | 0 - 3 | 우리캐피탈  | 수원실내체육관     |

#### 여자부

##### 순위
| 순위 | 팀       | 승 | 패 | 승률  | 점수득실률 | 세트득실률 | 비고 |
| ---- | -------- | -- | -- | ----- | ---------- | ---------- | ---- |
| 1    | 현대건설 | 20 | 4  | 0.833 | 1.090      | 2.138      |      |
| 2    | 도로공사 | 15 | 9  | 0.625 | 1.042      | 1.351      |      |
| 3    | 흥국생명 | 13 | 11 | 0.542 | 1.036      | 1.136      |      |
| 4    | KGC      | 8  | 16 | 0.333 | 0.964      | 0.745      |      |
| 5    | GS칼텍스 | 4  | 20 | 0.167 | 0.878      | 0.381      |      |

##### 결과
1라운드
| 날짜             | 홈 팀    | 득점  | 어웨이 팀 | 장소               |
| ---------------- | -------- | ----- | --------- | ------------------ |
| 2010년 12월 4일  | KGC      | 1 - 3 | 현대건설  | 대전충무체육관     |
| 2010년 12월 5일  | 흥국생명 | 0 - 3 | 도로공사  | 인천도원시립체육관 |
| 2010년 12월 9일  | 도로공사 | 3 - 1 | KGC       | 성남실내체육관     |
| 2010년 12월 12일 | 현대건설 | 3 - 2 | 흥국생명  | 수원실내체육관     |
| 2010년 12월 15일 | 흥국생명 | 1 - 3 | GS칼텍스  | 인천도원시립체육관 |
| 2010년 12월 16일 | 현대건설 | 0 - 3 | 도로공사  | 수원실내체육관     |
| 2010년 12월 18일 | 흥국생명 | 0 - 3 | KGC       | 인천도원시립체육관 |
| 2010년 12월 19일 | 현대건설 | 3 - 1 | GS칼텍스  | 수원실내체육관     |
| 2010년 12월 22일 | KGC      | 0 - 3 | GS칼텍스  | 대전충무체육관     |
| 2010년 12월 23일 | 흥국생명 | 3 - 1 | 도로공사  | 인천도원시립체육관 |
| 2010년 12월 25일 | 도로공사 | 3 - 1 | GS칼텍스  | 성남실내체육관     |
| 2010년 12월 25일 | KGC      | 3 - 0 | 현대건설  | 대전충무체육관     |

- 1라운드에서는 성남 한국도로공사 하이패스 제니스가 선두로 올라섰다. 반면 디펜딩 챔피언인 대전 한국인삼공사와 인천 흥국생명 핑크스파이더스는 초반의 부진으로 고전하였다.

2라운드
| 날짜             | 홈 팀    | 득점  | 어웨이 팀 | 장소               |
| ---------------- | -------- | ----- | --------- | ------------------ |
| 2010년 12월 27일 | 도로공사 | 0 - 3 | 현대건설  | 성남실내체육관     |
| 2010년 12월 27일 | 흥국생명 | 3 - 1 | KGC       | 인천도원시립체육관 |
| 2010년 12월 30일 | 흥국생명 | 3 - 1 | GS칼텍스  | 인천도원시립체육관 |
| 2011년 1월 1일   | 흥국생명 | 2 - 3 | 현대건설  | 인천도원시립체육관 |
| 2011년 1월 2일   | 도로공사 | 3 - 0 | GS칼텍스  | 성남실내체육관     |
| 2011년 1월 4일   | KGC      | 3 - 0 | GS칼텍스  | 대전충무체육관     |
| 2011년 1월 5일   | 흥국생명 | 2 - 3 | 현대건설  | 인천도원시립체육관 |
| 2011년 1월 6일   | KGC      | 3 - 0 | 도로공사  | 대전충무체육관     |
| 2011년 1월 8일   | 현대건설 | 3 - 0 | KGC       | 수원실내체육관     |
| 2011년 1월 11일  | 도로공사 | 1 - 3 | 흥국생명  | 성남체육관         |
| 2011년 1월 11일  | 현대건설 | 3 - 0 | GS칼텍스  | 수원실내체육관     |
| 2011년 1월 13일  | 현대건설 | 3 - 1 | 도로공사  | 수원실내체육관     |

- 2라운드에서는 수원 현대건설 힐스테이트가 전승을 기록하였다. 성남 한국도로공사 하이패스 제니스가 주춤하며 2위로 내려갔고, GS칼텍스 서울 KIXX는 전패를 하며 최하위로 밀렸다.

3라운드
| 날짜            | 홈 팀    | 득점  | 어웨이 팀 | 장소           |
| --------------- | -------- | ----- | --------- | -------------- |
| 2011년 1월 16일 | GS칼텍스 | 1 - 3 | 흥국생명  | 서울장충체육관 |
| 2011년 1월 17일 | 현대건설 | 3 - 1 | KGC       | 수원실내체육관 |
| 2011년 1월 19일 | 도로공사 | 3 - 1 | 현대건설  | 성남실내체육관 |
| 2011년 1월 20일 | KGC      | 0 - 3 | 흥국생명  | 대전충무체육관 |
| 2011년 1월 22일 | 현대건설 | 3 - 1 | GS칼텍스  | 수원실내체육관 |
| 2011년 1월 22일 | KGC      | 2 - 3 | 도로공사  | 대전충무체육관 |
| 2011년 1월 24일 | 현대건설 | 3 - 1 | 흥국생명  | 수원실내체육관 |
| 2011년 1월 25일 | GS칼텍스 | 3 - 1 | KGC       | 서울장충체육관 |
| 2011년 1월 27일 | GS칼텍스 | 1 - 3 | 현대건설  | 서울장충체육관 |
| 2011년 1월 27일 | 도로공사 | 3 - 1 | 흥국생명  | 성남실내체육관 |
| 2011년 1월 29일 | KGC      | 0 - 3 | 흥국생명  | 대전충무체육관 |
| 2011년 1월 30일 | GS칼텍스 | 0 - 3 | 도로공사  | 서울장충체육관 |

- 3라운드에서는 수원 현대건설 힐스테이트의 연승 행진이 멈춰섰고, GS칼텍스 서울 KIXX도 연패를 끊었다.

4라운드
| 날짜            | 홈 팀    | 득점  | 어웨이 팀 | 장소               |
| --------------- | -------- | ----- | --------- | ------------------ |
| 2011년 2월 9일  | 현대건설 | 3 - 1 | 흥국생명  | 수원실내체육관     |
| 2011년 2월 10일 | 도로공사 | 3 - 1 | KGC       | 성남실내체육관     |
| 2011년 2월 12일 | GS칼텍스 | 1 - 3 | 흥국생명  | 서울장충체육관     |
| 2011년 2월 12일 | 도로공사 | 0 - 3 | 현대건설  | 성남실내체육관     |
| 2011년 2월 14일 | GS칼텍스 | 1 - 3 | 도로공사  | 서울장충체육관     |
| 2011년 2월 16일 | GS칼텍스 | 0 - 3 | KGC       | 서울장충체육관     |
| 2011년 2월 19일 | GS칼텍스 | 0 - 3 | 도로공사  | 서울장충체육관     |
| 2011년 2월 19일 | 현대건설 | 3 - 1 | KGC       | 수원실내체육관     |
| 2011년 2월 21일 | GS칼텍스 | 1 - 3 | KGC       | 서울장충체육관     |
| 2011년 2월 22일 | 흥국생명 | 1 - 3 | 도로공사  | 인천도원시립체육관 |
| 2011년 2월 24일 | 흥국생명 | 3 - 2 | KGC       | 인천도원시립체육관 |

5라운드
| 날짜            | 홈 팀    | 득점  | 어웨이 팀 | 장소               |
| --------------- | -------- | ----- | --------- | ------------------ |
| 2011년 2월 26일 | 도로공사 | 0 - 3 | 흥국생명  | 성남실내체육관     |
| 2011년 2월 27일 | KGC      | 3 - 0 | GS칼텍스  | 서울장충체육관     |
| 2011년 2월 28일 | 현대건설 | 3 - 0 | 도로공사  | 수원실내체육관     |
| 2011년 3월 1일  | 흥국생명 | 3 - 1 | GS칼텍스  | 인천도원시립체육관 |
| 2011년 3월 3일  | GS칼텍스 | 1 - 3 | 현대건설  | 서울장충체육관     |
| 2011년 3월 3일  | 도로공사 | 3 - 0 | KGC       | 성남실내체육관     |
| 2011년 3월 6일  | GS칼텍스 | 0 - 3 | 흥국생명  | 서울장충체육관     |
| 2011년 3월 7일  | KGC      | 1 - 3 | 현대건설  | 대전충무체육관     |
| 2011년 3월 9일  | KGC      | 3 - 2 | 도로공사  | 대전충무체육관     |
| 2011년 3월 10일 | 흥국생명 | 0 - 3 | 현대건설  | 인천도원시립체육관 |
| 2011년 3월 12일 | 도로공사 | 3 - 1 | GS칼텍스  | 성남실내체육관     |
| 2011년 3월 13일 | KGC      | 2 - 3 | 흥국생명  | 대전충무체육관     |
| 2011년 3월 14일 | GS칼텍스 | 3 - 1 | 현대건설  | 서울장충체육관     |

### 포스트 시즌

#### 최종 순위

##### 남자부
| 순위 | 팀          | 승 | 패 | 승률  | 점수득실률 | 세트득실률 | 비고               |
| ---- | ----------- | -- | -- | ----- | ---------- | ---------- | ------------------ |
| 1    | 삼성화재    | 16 | 14 | 0.533 | 1.023      | 1.118      | 챔피언 결정전 우승 |
| 2    | 대한항공    | 25 | 5  | 0.833 | 1.149      | 3.038      | 정규시즌 우승      |
| 3    | 현대캐피탈  | 22 | 8  | 0.733 | 1.078      | 1.816      |                    |
| 4    | LIG손해보험 | 15 | 15 | 0.500 | 1.008      | 1.040      |                    |
| 5    | KEPCO 45    | 10 | 20 | 0.333 | 0.965      | 0.627      |                    |
| 6    | 우리캐피탈  | 10 | 20 | 0.333 | 0.959      | 0.719      |                    |
| 7    | 상무신협    | 7  | 23 | 0.233 | 0.851      | 0.380      |                    |

##### 여자부
| 순위 | 팀       | 승 | 패 | 승률  | 점수득실률 | 세트득실률 | 비고      |
| ---- | -------- | -- | -- | ----- | ---------- | ---------- | --------- |
| 1    | 현대건설 | 20 | 4  | 0.833 | 1.090      | 2.138      | 통합 우승 |
| 2    | 흥국생명 | 13 | 11 | 0.542 | 1.036      | 1.136      |           |
| 3    | 도로공사 | 15 | 9  | 0.625 | 1.042      | 1.351      |           |
| 4    | KGC      | 8  | 16 | 0.333 | 0.964      | 0.745      |           |
| 5    | GS칼텍스 | 4  | 20 | 0.167 | 0.878      | 0.381      |           |

### 한일 탑매치
이번 한일 탑매치는 동일본 대지진의 여파로 취소됐다. 한국배구연맹(KOVO)은 25일 일본으로부터 이 대회의 개최가 어렵다는 공문을 받았다고 밝혔다. 한일 남녀부 1, 2위 팀이 참가해 챔피언을 가리는 이 대회는 2006년 시작해 올림픽 예선이 겹친 2008년을 제외하고 지난해까지 네 차례 열렸다. 올해는 일본 사이타마 현에서 4월 24일에 열릴 예정이었다.

## 시상 및 기록

### 우승 팀

#### 남자부
- 인천 대한항공 점보스 (정규리그)
- 대전 삼성화재 블루팡스 (챔피언 결정전)

#### 여자부
- 수원 현대건설 힐스테이트 (정규리그, 챔피언 결정전)

### 수상자 및 수상팀

#### 남자부
- 정규리그 MVP: 김학민(대한항공)
- 올스타전 MVP: 가빈 슈미트(삼성화재)
- 챔피언결정전 MVP: 가빈 슈미트(삼성화재)
- 우승 감독상: 신치용(삼성화재)
- 신인상: 박준범(KEPCO45)
- 공격상: 김학민(대한항공)
- 득점상: 가빈 슈미트(삼성화재)
- 서브상: 에반 페이텍(대한항공)
- 블로킹상: 방신봉(KEPCO45)
- 수비상: 최부식(대한항공)
- 세터상: 한선수(대한항공)
- 기량발전상: 정기혁(LIG손해보험)
- 페어플레이상: 신영석(우리캐피탈)
- 세레모니상: 한상길(현대캐피탈)
- 베스트드레서상: 김정환(우리캐피탈)

#### 여자부
- 정규리그 MVP: 황연주(현대건설)
- 올스타전 MVP: 황연주(현대건설)
- 챔피언결정전 MVP: 황연주(현대건설)
- 우승 감독상: 황현주(현대건설)
- 신인상: 표승주(도로공사)
- 공격상: 몬타뇨(인삼공사)
- 득점상: 몬타뇨(인삼공사)
- 서브상: 황연주(현대건설)
- 블로킹상: 양효진(현대건설)
- 수비상: 임명옥(인삼공사)
- 세터상: 염혜선(현대건설)
- 기량발전상: 황민경(도로공사)
- 페어플레이상: 남지연(GS칼텍스)
- 세레모니상: 김사니(흥국생명)
- 베스트드레서상: 전민정(흥국생명)

#### 기타
- 심판상: 한상규, 이상수
- 공로상: NH농협 이재관 부회장
- KOVO 마케팅상: LIG손해보험, 한국도로공사

### 트리플 크라운
트리플 크라운이란 한 선수가 한 경기에서 후위 공격 3개 이상, 서브 득점 3개 이상, 블로킹 득점 3개 이상씩을 기록하는 것이다.